# Таволачо (Терамо)
Таволачо (итал. Tavolaccio) је насеље у Италији у округу Терамо, региону Абруцо.
Према процени из 2011. у насељу је живело 92 становника. Насеље се налази на надморској висини од 187 м.